# Francesco della Faggiuola
Francesco di Neri della Faggiuola va ser fill de Neri Montefeltro de Borgo San Sepolcro, al que va succeir el 1355 com a senyor sobirà i vicari imperial de Borgo San Sepolcro, però va vendre la senyoria a Perusa el 1356 tot i que va mantenir el govern en qualitat de capità del poble i cap de la milícia dels Forestieri, fins que en va ser expulsat per una revolta popular. Va heretar també del pare les senyories de la Faggiuola i de Casteldelci, i els altres castells als Apenins de Sarsina, a Montefeltro i a la Massa Trabaria, i les senyories imperials de Fucecchio, Castelfranco, Santa Croce, Santa Maria in Monte i Montecalvoli.
Va morir passat el 1384. Es va casar el 1336 amb Francesca Tarlati, filla de Pier Saccone Tarlati, senyor sobirà d'Arezzo, Città di Castello i Chiusi, senyor de Pietramala, Bibbiena, Bucine, Pogi, Renola, Caposelvi, Galatrona, Torre a Mercatale, Tennennano, Venandello i Rigoni, de la qual va tenir només un fill, Neri, capità de l'exèrcit del duc de Milà, que va premorir al pare.